# Verbandsgemeinde Otterberg
La comunità amministrativa di Otterberg (Verbandsgemeinde Otterberg)  era una comunità amministrativa della Renania-Palatinato, in Germania.
Faceva parte del circondario di Kaiserslautern.
A partire dal 1º luglio 2014 è stata unita alla comunità amministrativa di Otterbach per costituire la nuova comunità amministrativa Otterbach-Otterberg.

## Suddivisione
Comprendeva 5 comuni:
1. Heiligenmoschel
2. Niederkirchen
3. Otterberg (città)
4. Schallodenbach
5. Schneckenhausen

Il capoluogo era Otterberg.